# Верякуші (Нижньогородська область)
Верякуші (рос. Верякуши) — село в Дивеєвському районі Нижньогородської області Російської Федерації.
Населення становить 438 осіб. Входить до складу муніципального утворення Верякуська сільрада.

## Історія
Від 2009 року входить до складу муніципального утворення Верякуська сільрада.

## Населення
| 2002 | 2010 |
| ---- | ---- |
| 486  | ↘438 |